# Espectrometria de massa em tandem

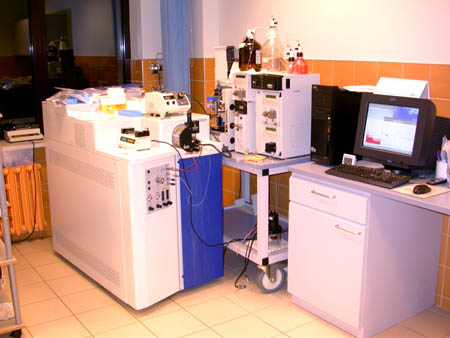
Um espectrômetro de massas em tandem (quadrupolo e TOF).

Espectrometria de massa em tandem também conhecida como MS/MS ou MS2 é um sistema em que dois espectrômetros de massa são utilizados em sequência, separados por uma câmara de colisão. A amostra é injetada, eluída e ionizada. Os íons são então separados por carga no primeiro espectrômetro, selecionados por um programa de computador e seguem para a câmara de colisão, onde são fragmentados. Os fragmentos formados passam para o segundo espectrômetro, onde são analisados e identificados de acordo com a razão massa carga.